# Абрамов, Григорий Григорьевич
Григорий Григорьевич Абрамов (10 марта 1918 — ?) — советский партийный и государственный деятель, первый секретарь Московского обкома КПСС (1960—1963). Член Бюро ЦК КПСС по РСФСР (1961-1966).

## Биография
Родился в крестьянской семье.
В 1941 г. окончил Московский механико-машиностроительный институт им. Н. Э. Баумана.
С 1937 г. работал на машиностроительных заводах,
с 1947 г. — на партийной работе в Московской области:
- 1949-1955 2-й секретарь Мытищинского городского, 1-й секретарь Щёлковского городского комитета ВКП(б) - КПСС
- 1955—1959 заведующий отделом Московского обкома КПСС,
- 1959—1960 второй секретарь Московского обкома КПСС,
- 1960—1963 первый секретарь Московского обкома КПСС.

с 18 января 1961 по 8 апреля 1966 - Член Бюро ЦК КПСС по РСФСР.
В 1963—1965 гг. — инспектор ЦК КПСС, 1-й заместитель председателя СНХ Центрального экономического района.
В 1965 -? гг. — заместитель министра химического и нефтяного машиностроения СССР
Член ВКП(б) с 1945 г. Член ЦК КПСС в 1961—1966 гг. Депутат Верховного Совета СССР 6 созыва, член Президиума Верховного Совета СССР в 1962—1966 гг.